# Isoperla rivulorum
Isoperla rivulorum is een steenvlieg uit de familie Perlodidae. De wetenschappelijke naam van de soort is voor het eerst geldig gepubliceerd in 1841 door Pictet.